# 北條氏直
北條氏直（1562年—1591年12月19日）是後北條氏第五代當主，幼名國王丸。父親是北條氏政，母親是武田信玄女兒黃梅院。1580年（天正8年）繼承家督，實權持續由氏政掌握。

## 生平
1583年娶德川家康之女德川督姬為妻。小田原征伐戰敗後，為豐臣秀吉所流放於高野山。在這期間，因為岳父德川家康斡旋，豐臣秀吉同意赦免並給予氏直在河內7千石及下野4千石的領地，但他卻於同年因天花病逝。舊領由由叔父北條氏規之子北條氏盛繼承，並在江戶幕府時期成為狹山藩延續到幕末。

## 後代
北條氏直有長子北條氏次。在小田原城淪陷時，被氏照的家臣桑島萬機齋將其化名為桑島孫六藏匿於仙台，成年後出仕伊達家，子孫以桑島為姓成為仙台藩藩士。

## 登場作品
影視劇
- 怎麼辦家康（2023年、NHK大河劇、演：西山潤）